# Automatic Loveletter EP
Automatic Loveletter EP är Automatic Loveletters andra EP. Den släpptes i februari 2009.

## Låtlista
1. The Day That Saved Us (Juliet Simms, Leah Haywood & Daniel James)  – 4:02
2. My Goodbye (Juliet Simms, Gregg Wattenberg & Derek Fuhrman)  – 3:40
3. Hush (New Version) (Juliet Simms, Tommy Simms, Jodi Marr & David Thomson)  – 3:51